# Astragalus krascheninnikovii
Astragalus krascheninnikovii là một loài thực vật có hoa trong họ Đậu. Loài này được Kamelin miêu tả khoa học đầu tiên.